# Myles Garrett
Myles Lorenz Garrett (Arlington, Texas, Estados Unidos, 29 de diciembre de 1995) es un jugador profesional estadounidense de fútbol americano. Juega en la posición de defensive end y actualmente milita en los Cleveland Browns de la National Football League (NFL). 
Jugó a nivel universitario en Texas A&M antes de ser seleccionado por los Browns en la primera posición global del Draft de la NFL de 2017.

## Biografía
Myles es hijo de Audrey y Lawrence Garrett. Su hermanastro mayor, Sean Williams, es jugador profesional de baloncesto y militó durante cuatro temporadas en la NBA en equipos como New Jersey Nets, Dallas Mavericks y Boston Celtics.
Garrett acudió al Instituto James Martin de Arlington (Texas), su ciudad natal. Allí practicó baloncesto, fútbol americano y atletismo. En este último deporte destacó en las disciplinas de lanzamiento de peso y lanzamiento de disco, en las que consiguió marcas de 16,1 y 50,84 metros respectivamente.

## Carrera

### Universidad
En octubre de 2013, Garrett se comprometió con la Universidad de Texas A&M para entrar en el equipo de fútbol americano universitario. En su año freshman batió el récord de 5.5 capturas (sacks) de su universidad en sólo seis partidos. Tres partidos después superó el récord de ocho que tenía Jadeveon Clowney en la SEC. Finalizó su primer año universitario con 11.5 capturas (segundo mejor registro de su conferencia) y un total de 53 tacleadas. Al finalizar la campaña, anunció que se operaría de un desgarro en los ligamentos de su mano que sufrió en el sexto partido de la temporada ante la Universidad Estatal de Misisipi. En su segunda temporada se consolidó como uno de los mejores jugadores defensivos de la NCAA. Lideró su conferencia con doce capturas y registró 57 tacleadas, cinco fumbles forzados y un punt bloqueado. Fue incluido en el mejor equipo All-American y galardonado con el premio Bill Willis al mejor jugador defensivo.
Su último año en la Universidad estuvo marcado por las lesiones. En el cuarto partido de la temporada, que enfrentó a Texas A&M con Arkansas, sufrió un esguince de tobillo en la pierna izquierda que le hizo perderse los dos encuentros siguientes. Terminó la campaña con 8.5 capturas, 32 tacleadas y dos fumbles forzados y volvió a ser incluido en el mejor equipo All-American. El 31 de diciembre de 2016, Garrett anunció que se presentaría al Draft de la NFL. Durante el Scouting Combine impresionó a los ojeadores de la NFL por su rendimiento en las pruebas físicas, lo que le convirtió en el principal candidato a salir elegido en la primera posición del Draft.

### NFL

#### Cleveland Browns
Garrett fue seleccionado en la primera posición global del Draft de 2017 por los Cleveland Browns. Después de perderse las cuatro primeras jornadas de liga por lesión, debutó en la NFL el 8 de octubre de 2017 ante los New York Jets. En su primer snap logró hacerle un sack a Josh McCown. Finalizó su temporada como novato con 31 tacleadas y 7 capturas.
En 2018, Garrett fue seleccionado a su primer Pro Bowl luego de registrar 41 tacleadas, 13.5 capturas y tres balones sueltos forzados.
En 2019, fue suspendido de manera indefinida por quitarle el casco a Mason Rudolph de los Pittsburgh Steelers y golpearlo con este en la cabeza.
Garrett fue restituido de su suspensión el 12 de febrero de 2020. El 27 de abril de 2020, los Browns ejercieron la opción de quinto año sobre el contrato de Garrett. Firmó una extensión de contrato por cinco años y $125 millones con el equipo el 15 de julio de 2020.
El 8 de enero de 2021, fue nombrado al primer equipo All-Pro luego de registrar 48 tacleadas, 12 capturas y cuatro balones sueltos forzados en 14 juegos. También fue convocado a su segundo Pro Bowl, junto a sus compañeros Joel Bitonio y Nick Chubb.

## Estadísticas
| Año   | Equipo | Partidos | Partidos | Placajes | Placajes | Placajes | Placajes | Placajes | Fumbles | Fumbles | Fumbles |
| Año   | Equipo | GP       | GS       | Cmb      | Solo     | Ast      | Sck      | Sfty     | FF      | FR      | TD      |
| ----- | ------ | -------- | -------- | -------- | -------- | -------- | -------- | -------- | ------- | ------- | ------- |
| 2017  | CLE    | 11       | 9        | 31       | 19       | 12       | 7.0      | 0        | 1       | 1       | 0       |
| 2018  | CLE    | 16       | 16       | 44       | 35       | 9        | 13.5     | 0        | 3       | 0       | 0       |
| 2019  | CLE    | 10       | 10       | 29       | 20       | 9        | 10.0     | 0        | 2       | 0       | 0       |
| 2020  | CLE    | 14       | 14       | 48       | 33       | 15       | 12.0     | 0        | 4       | 2       | 0       |
| 2021  | CLE    | 17       | 17       | 51       | 33       | 18       | 16.0     | 0        | 1       | 1       | 1       |
| 2022  | CLE    | 16       | 15       | 60       | 37       | 23       | 16.0     | 0        | 2       | 0       | 0       |
| 2023  | CLE    | 16       | 16       | 42       | 33       | 9        | 14.0     | 0        | 4       | 1       | 0       |
| Total | Total  | 100      | 97       | 305      | 210      | 95       | 88.5     | 0        | 17      | 5       | 1       |